# トレバ
『トレバ』とは、サイバーステップが運営するオンラインクレーンゲームのアプリである。
インターネットを通して、ブラウザやスマートフォンアプリから本物のクレーンゲームを遠隔操作する事ができる。1プレイ当たりの料金は150円から250円相当。

## 沿革
2012年05月09日 サービス開始。
2012年07月06日 Android アプリα版公開。
2012年07月27日 Android アプリβ版公開（世界初）。
2013年04月11日 サイバーステップのオランダ子会社「CyberStep Games B.V」が正式サービス開始。
2014年12月09日 ニコニコアプリにてプレオープン開始。
2015年01月22日 Android版アプリ 正式サービス開始。
2016年06月21日 Android＆iOSアプリ累計100万ダウンロード突破。
2018年05月11日 700万ダウンロード突破。
2018年11月01日 900万ダウンロード突破。
2019年01月15日 1000万ダウンロード突破。中国向け専用回線契約を締結。
2019年01月18日 アメリカ、韓国、台湾で試験サービス開始。

## 運営会社による不正疑惑
2020年11月23日、ITmediaの「ねとらぼ」にトレバを運営するサイバーステップが不正を行っているという記事が掲載された。記事の中ではトレバの運営者は利用者のプレイ中に景品を獲得させないため密かに筐体の設定を変更しているとされ、他にも問題点としてアームが届かないなど事実上景品が獲得できない台が存在する、景品の配送の大幅な遅延、筐体の不具合でも（規約で定められている）トレバポイントの返還を行わない例があるとされた。トレバ被害者の会は運営会社に対する訴訟を準備していると述べた。サイバーステップは「客観的事実や根拠に基づかない憶測」だとして否定した。
2020年12月のサイバーステップの発表によれば、「トレバ被害者の会」は転売目的で大量の景品を獲得するという規約違反の行為をしていたという。転売目的の獲得が規約違反であることは発表の翌月の2021年1月改訂の規約に記載された。
サイバーステップは裁判所を通じてITmediaに対し2020年11月の記事の部分的削除を求め、ITmediaは筐体の設定変更に関わる部分を2021年5月に削除した（ポイントの返還がないことなどについては維持した）。